# Ickleford
Ickleford est un village du Hertfordshire, en Angleterre. Il est situé sur la rivière Hiz, à 2 km au nord de Hitchin, et compte environ 2 000 habitants.
Le village possède une église du XIIe siècle dédiée à sainte Catherine. Il est traversé par l'ancienne voie romaine d'Icknield Way. Il y a une école primaire, un bureau de poste, deux magasins et quatre pubs.